# Liste des titres musicaux numéro un aux États-Unis dans les années 2010
 (novembre 2016).
La liste des titres musicaux numéro un aux États-Unis dans les années 2010 s'appuie sur le Billboard Hot 100 qui est un classement hebdomadaire des singles aux États-Unis. Publiées par le Billboard magazine, les données sont compilées par Nielsen SoundScan en fonction des ventes de singles en physique et en digital, en fonction également des diffusions en radio et des écoutes sur les plateformes d'écoute en streaming.  

## Singles numéro 1

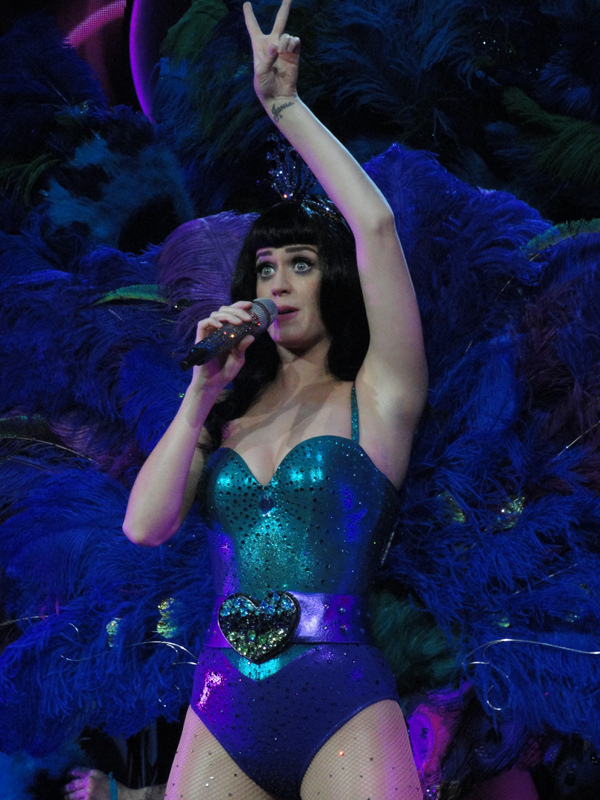
Katy Perry, deuxième chanteuse ayant le plus de numéro un dans cette décennie (huit fois).

Légende
 ♪   – Titre musical le plus vendu de l'année
| #    | Semaine où le titre a atteint la première place | Artiste(s)                                       | Titre                                   | Nombres de semaines numéro un |      |      |
| 2010 | 2010                                            | 2010                                             | 2010                                    | 2010                          | 2010 | 2010 |
| ---- | ----------------------------------------------- | ------------------------------------------------ | --------------------------------------- | ----------------------------- | ---- | ---- |
| 980  | 2 janvier 2010                                  | Kesha                                            | Tik Tok ♪ (2010)                        | 9                             |      |      |
| 981  | 6 mars 2010                                     | The Black Eyed Peas                              | Imma Be                                 | 2                             |      |      |
| 982  | 20 mars 2010                                    | Taio Cruz featuring Ludacris                     | Break Your Heart                        | 1                             |      |      |
| 983  | 27 mars 2010                                    | Rihanna                                          | Rude Boy                                | 5                             |      |      |
| 984  | 1er mai 2010                                    | B.o.B featuring Bruno Mars                       | Nothin' on You                          | 2                             |      |      |
| 985  | 15 mai 2010                                     | Usher featuring will.i.am                        | OMG                                     | 4                             |      |      |
| 986  | 22 mai 2010                                     | Eminem                                           | Not Afraid                              | 1                             |      |      |
| 987  | 19 juin 2010                                    | Katy Perry featuring Snoop Dogg                  | California Gurls                        | 6                             |      |      |
| 988  | 31 juillet 2010                                 | Eminem featuring Rihanna                         | Love the Way You Lie                    | 7                             |      |      |
| 989  | 18 septembre 2010                               | Katy Perry                                       | Teenage Dream                           | 2                             |      |      |
| 990  | 2 octobre 2010                                  | Bruno Mars                                       | Just the Way You Are                    | 4                             |      |      |
| 991  | 30 octobre 2010                                 | Far East Movement featuring The Cataracs and Dev | Like a G6                               | 3                             |      |      |
| 992  | 13 novembre 2010                                | Kesha                                            | We R Who We R                           | 1                             |      |      |
| 993  | 20 novembre 2010                                | Rihanna featuring Drake                          | What's My Name?                         | 1                             |      |      |
| 994  | 4 décembre 2010                                 | Rihanna                                          | Only Girl (In the World)                | 1                             |      |      |
| 995  | 11 décembre 2010                                | Pink                                             | Raise Your Glass                        | 1                             |      |      |
| 996  | 18 décembre 2010                                | Katy Perry                                       | Firework                                | 4                             |      |      |
| 2011 |                                                 |                                                  |                                         |                               |      |      |
| 997  | 8 janvier 2011                                  | Bruno Mars                                       | Grenade                                 | 4                             |      |      |
| 998  | 29 janvier 2011                                 | Britney Spears                                   | Hold It Against Me                      | 1                             |      |      |
| 999  | 19 février 2011                                 | Wiz Khalifa                                      | Black and Yellow                        | 1                             |      |      |
| 1000 | 26 février 2011                                 | Lady Gaga                                        | Born This Way                           | 6                             |      |      |
| 1001 | 9 avril 2011                                    | Katy Perry featuring Kanye West                  | E.T.                                    | 5                             |      |      |
| 1002 | 30 avril 2011                                   | Rihanna featuring Britney Spears                 | S&M                                     | 1                             |      |      |
| 1003 | 21 mai 2011                                     | Adele                                            | Rolling in the Deep ♪ (2011)            | 7                             |      |      |
| 1004 | 9 juillet 2011                                  | Pitbull featuring Ne-Yo, Afrojack and Nayer      | Give Me Everything                      | 1                             |      |      |
| 1005 | 16 juillet 2011                                 | LMFAO featuring Lauren Bennett and GoonRock      | Party Rock Anthem                       | 6                             |      |      |
| 1006 | 27 août 2011                                    | Katy Perry                                       | Last Friday Night (T.G.I.F.)            | 2                             |      |      |
| 1007 | 10 septembre 2011                               | Maroon 5 featuring Christina Aguilera            | Moves Like Jagger                       | 4                             |      |      |
| 1008 | 17 septembre 2011                               | Adele                                            | Someone Like You                        | 5                             |      |      |
| 1009 | 12 novembre 2011                                | Rihanna featuring Calvin Harris                  | We Found Love                           | 10                            |      |      |
| 2012 |                                                 |                                                  |                                         |                               |      |      |
| 1010 | 7 janvier 2012                                  | LMFAO                                            | Sexy and I Know It                      | 2                             |      |      |
| 1011 | 4 février 2012                                  | Adele                                            | Set Fire to the Rain                    | 2                             |      |      |
| 1012 | 18 février 2012                                 | Kelly Clarkson                                   | Stronger (What Doesn't Kill You)        | 3                             |      |      |
| 1013 | 3 mars 2012                                     | Katy Perry                                       | Part of Me                              | 1                             |      |      |
| 1014 | 17 mars 2012                                    | Fun featuring Janelle Monáe                      | We Are Young                            | 6                             |      |      |
| 1015 | 28 avril 2012                                   | Gotye featuring Kimbra                           | Somebody That I Used to Know ♪ (2012)   | 8                             |      |      |
| 1016 | 23 juin 2012                                    | Carly Rae Jepsen                                 | Call Me Maybe                           | 9                             |      |      |
| 1017 | 25 août 2012                                    | Flo Rida                                         | Whistle                                 | 2                             |      |      |
| 1018 | 1 septembre 2012                                | Taylor Swift                                     | We Are Never Ever Getting Back Together | 3                             |      |      |
| 1019 | 29 septembre 2012                               | Maroon 5                                         | One More Night                          | 9                             |      |      |
| 1020 | 1 décembre 2012                                 | Rihanna                                          | Diamonds                                | 3                             |      |      |
| 1021 | 22 décembre 2012                                | Bruno Mars                                       | Locked Out of Heaven                    | 6                             |      |      |
| 2013 |                                                 |                                                  |                                         |                               |      |      |
| 1022 | 2 février 2013                                  | Macklemore and Ryan Lewis featuring Wanz         | Thrift Shop ♪ (2013)                    | 6                             |      |      |
| 1023 | 2 mars 2013                                     | Baauer                                           | Harlem Shake                            | 5                             |      |      |
| 1024 | 20 avril 2013                                   | Bruno Mars                                       | When I Was Your Man                     | 1                             |      |      |
| 1025 | 27 avril 2013                                   | Pink featuring Nate Ruess                        | Just Give Me a Reason                   | 3                             |      |      |
| 1026 | 18 mai 2013                                     | Macklemore and Ryan Lewis featuring Ray Dalton   | Can't Hold Us                           | 5                             |      |      |
| 1027 | 22 juin 2013                                    | Robin Thicke featuring T.I. et Pharrell Williams | Blurred Lines                           | 12                            |      |      |
| 1028 | 14 septembre 2013                               | Katy Perry                                       | Roar                                    | 2                             |      |      |
| 1029 | 28 septembre 2013                               | Miley Cyrus                                      | Wrecking Ball                           | 3                             |      |      |
| 1030 | 12 octobre 2013                                 | Lorde                                            | Royals                                  | 9                             |      |      |
| 1031 | 21 décembre 2013                                | Eminem featuring Rihanna                         | The Monster                             | 4                             |      |      |
| 2014 |                                                 |                                                  |                                         |                               |      |      |
| 1032 | 18 janvier 2014                                 | Pitbull featuring Kesha                          | Timber                                  | 3                             |      |      |
| 1033 | 8 février 2014                                  | Katy Perry featuring Juicy J                     | Dark Horse                              | 4                             |      |      |
| 1034 | 8 mars 2014                                     | Pharrell Williams                                | Happy ♪ (2014)                          | 10                            |      |      |
| 1035 | 17 mai 2014                                     | John Legend                                      | All of Me                               | 3                             |      |      |
| 1036 | 7 juin 2014                                     | Iggy Azalea featuring Charli XCX                 | Fancy                                   | 7                             |      |      |
| 1037 | 26 juillet 2014                                 | Magic!                                           | Rude                                    | 6                             |      |      |
| 1038 | 6 septembre 2014                                | Taylor Swift                                     | Shake It Off                            | 4                             |      |      |
| 1039 | 20 septembre 2014                               | Meghan Trainor                                   | All About That Bass                     | 8                             |      |      |
| 1040 | 29 novembre 2014                                | Taylor Swift                                     | Blank Space                             | 7                             |      |      |
| 2015 |                                                 |                                                  |                                         |                               |      |      |
| 1041 | 17 janvier 2015                                 | Mark Ronson featuring Bruno Mars                 | Uptown Funk ♪ (2015)                    | 14                            |      |      |
| 1042 | 25 avril 2015                                   | Wiz Khalifa featuring Charlie Puth               | See You Again                           | 12                            |      |      |
| 1043 | 6 juin 2015                                     | Taylor Swift featuring Kendrick Lamar            | Bad Blood                               | 1                             |      |      |
| 1044 | 25 juillet 2015                                 | OMI                                              | Cheerleader                             | 6                             |      |      |
| 1045 | 22 août 2015                                    | The Weeknd                                       | Can't Feel My Face                      | 3                             |      |      |
| 1046 | 19 septembre 2015                               | Justin Bieber                                    | What Do You Mean?                       | 1                             |      |      |
| 1047 | 3 octobre 2015                                  | The Weeknd                                       | The Hills                               | 6                             |      |      |
| 1048 | 14 novembre 2015                                | Adele                                            | Hello                                   | 10                            |      |      |
| 2016 |                                                 |                                                  |                                         |                               |      |      |
| 1049 | 23 janvier 2016                                 | Justin Bieber                                    | Sorry                                   | 3                             |      |      |
| 1050 | 13 février 2016                                 | Justin Bieber                                    | Love Yourself                           | 2                             |      |      |
| 1051 | 20 février 2016                                 | Zayn                                             | Pillowtalk                              | 1                             |      |      |
| 1052 | 5 mars 2016                                     | Rihanna featuring Drake                          | Work                                    | 9                             |      |      |
| 1053 | 7 mai 2016                                      | Desiigner                                        | Panda                                   | 2                             |      |      |
| 1054 | 21 mai 2016                                     | Drake featuring Wizkid and Kyla                  | One Dance                               | 10                            |      |      |
| 1055 | 28 mai 2016                                     | Justin Timberlake                                | Can't Stop the Feeling!                 | 1                             |      |      |
| 1056 | 6 août 2016                                     | Sia featuring Sean Paul                          | Cheap Thrills                           | 4                             |      |      |
| 1057 | 3 septembre 2016                                | The Chainsmokers featuring Halsey                | Closer                                  | 11                            |      |      |
| 1058 | 26 novembre 2016                                | Rae Sremmurd featuring Gucci Mane                | Black Beatles                           | 1                             |      |      |
| 2017 |                                                 |                                                  |                                         |                               |      |      |
| 2018 |                                                 |                                                  |                                         |                               |      |      |
| 2019 |                                                 |                                                  |                                         |                               |      |      |

## Statistiques

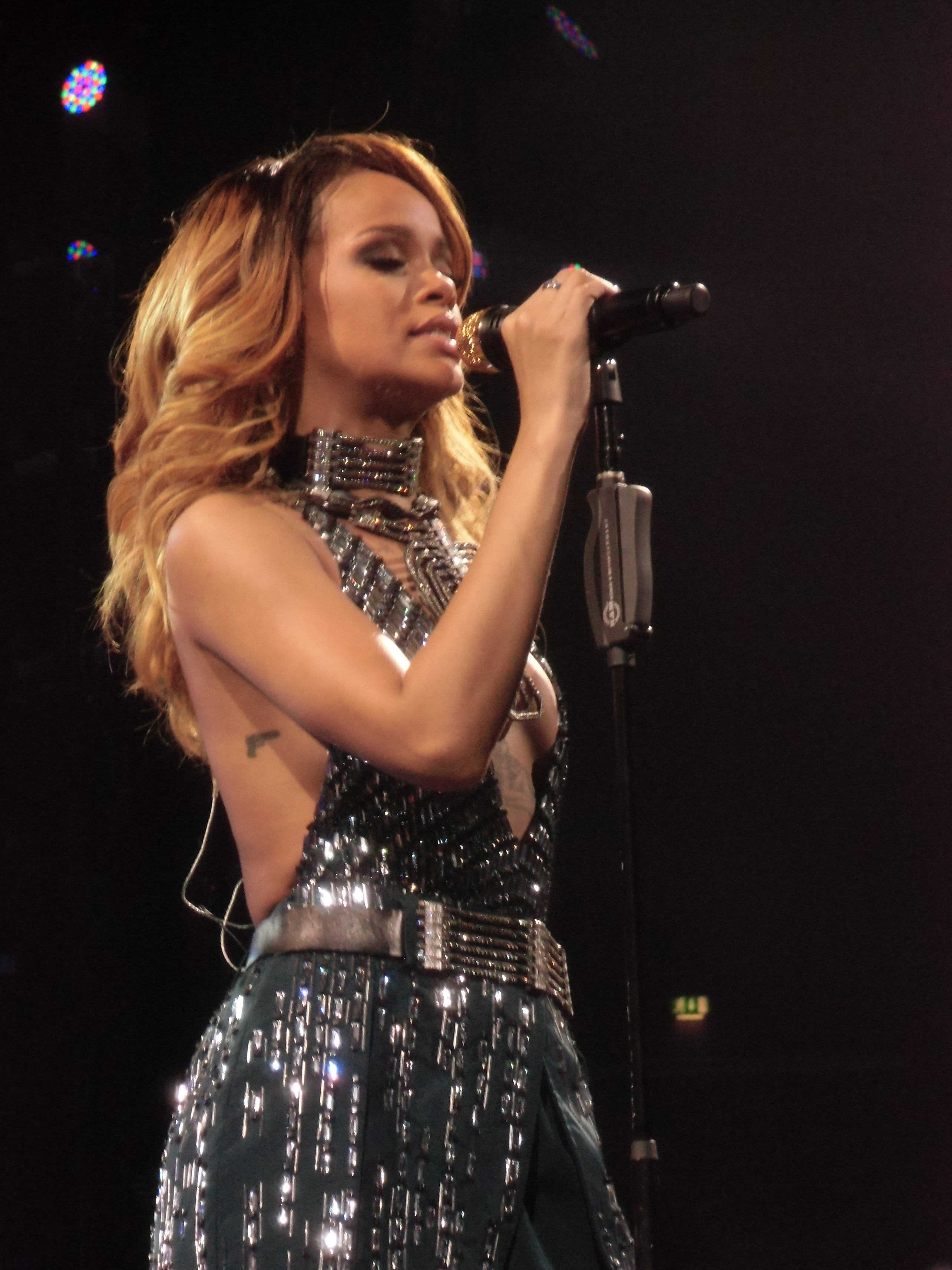
La chanteuse Rihanna est la chanteuse ayant eu le plus de numéro un dans les années 2010.

### Chanteurs ayant le plus de numéro un au Billboard Hot 100
Les artistes suivants ont eu au moins trois numéro un durant les années 2010, en comptant aussi les collaborations. 
| Artiste       | Nombres de numéro un |
| ------------- | -------------------- |
| Rihanna       | 9                    |
| Katy Perry    | 8                    |
| Bruno Mars    | 6                    |
| Taylor Swift  | 4                    |
| Adele         | 4                    |
| Eminem        | 3                    |
| Kesha         | 3                    |
| Justin Bieber | 3                    |
| Drake         | 3                    |

### Artistes ayant passé le plus de semaines numéro un

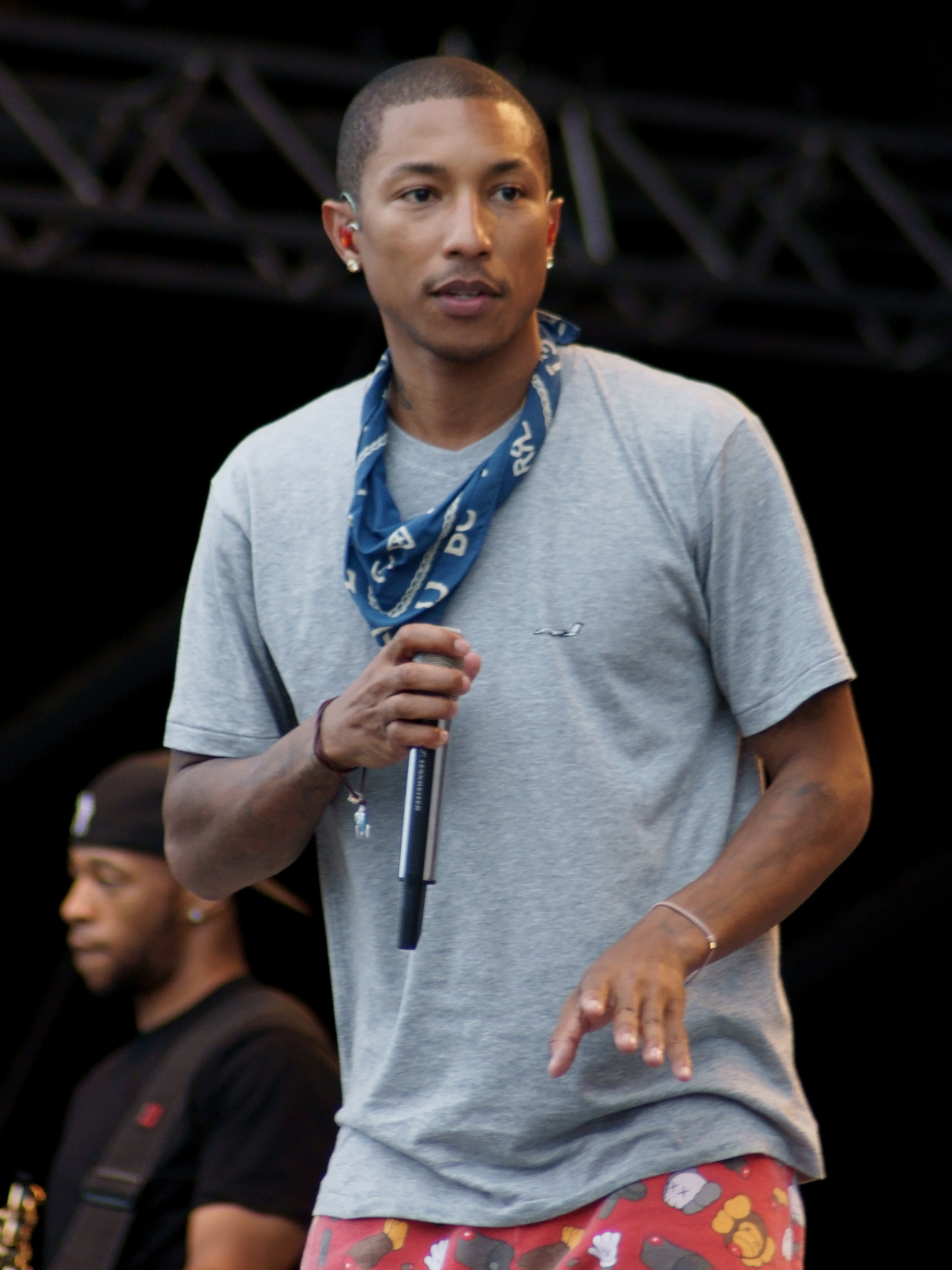
Le chanteur et producteur Pharell Williams a été numéro un pendant vingt-deux semaines grâce à Blurred Lines (douze semaines) et Happy (dix semaines)

Les artistes suivants ont été le plus longtemps numéro un lors des années 2010. Ici aussi les collaborations sont prises en compte.
| Artiste           | Semaines numéro un |
| ----------------- | ------------------ |
| Rihanna           | 41                 |
| Bruno Mars        | 31                 |
| Katy Perry        | 26                 |
| Adele             | 24                 |
| Pharrell Williams | 22                 |
| Drake             | 20                 |
| Taylor Swift      | 15                 |
| Mark Ronson       | 14                 |
| Maroon 5          | 13                 |
| Kesha             | 13                 |
| Wiz Khalifa       | 13                 |

### Chansons ayant passé le plus de semaines numéro un

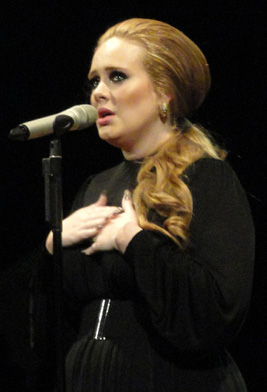
La chanteuse britannique Adele a signé en 2011 la plus grosse vente de l'année avec son single Rolling in the Deep et devient la première artiste britannique ayant signé la plus grande vente de l'année depuis Elton John en 1997. Adele est la quatrième chanteuse en termes de numéro un derrière Rihanna, Katy Perry et Bruno Mars.

| Titre          | Artiste(s)                                       | semaines numéro un |  |
| -------------- | ------------------------------------------------ | ------------------ |  |
| Uptown Funk    | Mark Ronson featuring Bruno Mars                 | 14                 |  |
| Blurred Lines  | Robin Thicke featuring T.I. et Pharrell Williams | 12                 |  |
| See You Again  | Wiz Khalifa featuring Charlie Puth               | 12                 |  |
| Closer         | The Chainsmokers featuring Halsey                | 11                 |  |
| We Found Love  | Rihanna featuring Calvin Harris                  | 10                 |  |
| Happy          | Pharrell Williams                                | 10                 |  |
| Hello          | Adele                                            | 10                 |  |
| One Dance      | Drake featuring WizKid and Kyla                  | 10                 |  |
| Tik Tok        | Kesha                                            | 9                  |  |
| Call Me Maybe  | Carly Rae Jepsen                                 | 9                  |  |
| One More Night | Maroon 5                                         | 9                  |  |
| Royals         | Lorde                                            | 9                  |  |
| Work           | Rihanna featuring Drake                          | 9                  |  |